# Tina Bøttzau
Tina Nielsen Bøttzau (ur. 29 sierpnia 1971 w Kolding), była duńska piłkarka ręczna, wielokrotna reprezentantka Danii. Dwukrotnie zdobyła mistrzostwo olimpijskie w 1996 r. w Atlancie i w 2000 r. w Sydney. Mierzy 173 cm i wazy 70 kg.

## Sukcesy
- 1996:  mistrzostwo Europy
- 1996:  mistrzostwo Olimpijskie; Atlanta
- 1997:  mistrzostwo Świata
- 1998:  wicemistrzostwo Europy
- 2000:  mistrzostwo Olimpijskie; Sydney